# Oh Carolina
Oh Carolina è un brano reso famoso dal cantante giamaicano Shaggy, ma originariamente scritto da John Folkes e prodotto da Prince Buster per i Folkers Brothers nel 1960.È il primo brano musicale registrato in Giamaica in cui furono incorporate percussioni di origine africana, in particolare lo stile Nyabinghi. Per questo motivo è considerato uno dei brani che ha contribuito alla diffusione della musica giamaicana moderna (Ska, Rock Steady e Reggae), che si basano sulla fusione tra elementi musicali occidentali ( in particolare di origine soul e rhythm & blues) e africani.
Il brano nella sua nuova veste nel 1993 lancia Shaggy nel mercato discografico, facendogli raggiungere la vetta della classifica di diversi paesi, fra cui l'Inghilterra.
Al rinnovato successo di "Oh Carolina" seguì una questione legale relativa ai copyright del brano fra Folkes e Buster. Nel 1994 Folkes venne ritenuto ufficialmente solo detentore dei diritti sul brano.

## Tracce
1. Oh Carolina – Radio version
2. Oh Carolina – Raas Bumba Claat version
3. Oh Carolina – Uptown 10001 Version
4. Bow Wow Wow

## Chart Performance
| Chart (1993) | Peak position |
| ------------ | ------------- |
| Svizzera     | 3             |
| Austria      | 2             |
| Francia      | 33            |
| Paesi Bassi  | 6             |
| Svezia       | 3             |
| Finlandia    | 4             |
| UK           | 1             |
| Norvegia     | 4             |
| Australia    | 5             |